# Kovanciîk (Maciuhî), Poltava
Kovanciîk (în ucraineană Кованчик) este un sat în comuna Maciuhî din raionul Poltava, regiunea Poltava, Ucraina.

## Demografie
Componența lingvistică a localității Kovanciîk
     Ucraineană (93,95%)
     Rusă (5,58%)
Conform recensământului din 2001, majoritatea populației localității Kovanciîk era vorbitoare de ucraineană (93,95%), existând în minoritate și vorbitori de rusă (5,58%).